# Ivar Olsen
Ivar Olsen, né le 9 février 1960, est un skieur norvégien spécialiste du combiné nordique, licencié à Alta. Il s'est classé 9e de la Coupe du monde en 1985.

## Palmarès

### Coupe du monde
Ivar Olsen obtient son meilleur classement général en 1985 en achevant la saison au 9e rang. Il n'est jamais monté sur le podium au cours de sa carrière sur une épreuve de Coupe du monde, mais il s'est classé 4e d'une épreuve à Oslo en 1985.
| Saison / Épreuve | Saison / Épreuve | Général | Général |
| ---------------- | ---------------- | ------- | ------- |
| Saison / Épreuve | Saison / Épreuve | Class.  | Points  |
| 1985             | 1985             | 31e     | 4       |
| 1986             | 1986             | 9e      | 38      |
| 1987             | 1987             | 29e     | 4       |